# Csernobili csata
A csernobili csata az Oroszországi Föderáció Fegyveres Erői és az Ukrán Fegyveres Erők közötti katonai összecsapás volt a csernobili övezetben, amely 2022. február 24-én kezdődött, az ukrajnai 2022-es orosz invázió első napján. A Fehéroroszországból betörő orosz erők a nap végére elfoglalták a csernobili atomerőmű területét.

## Háttér

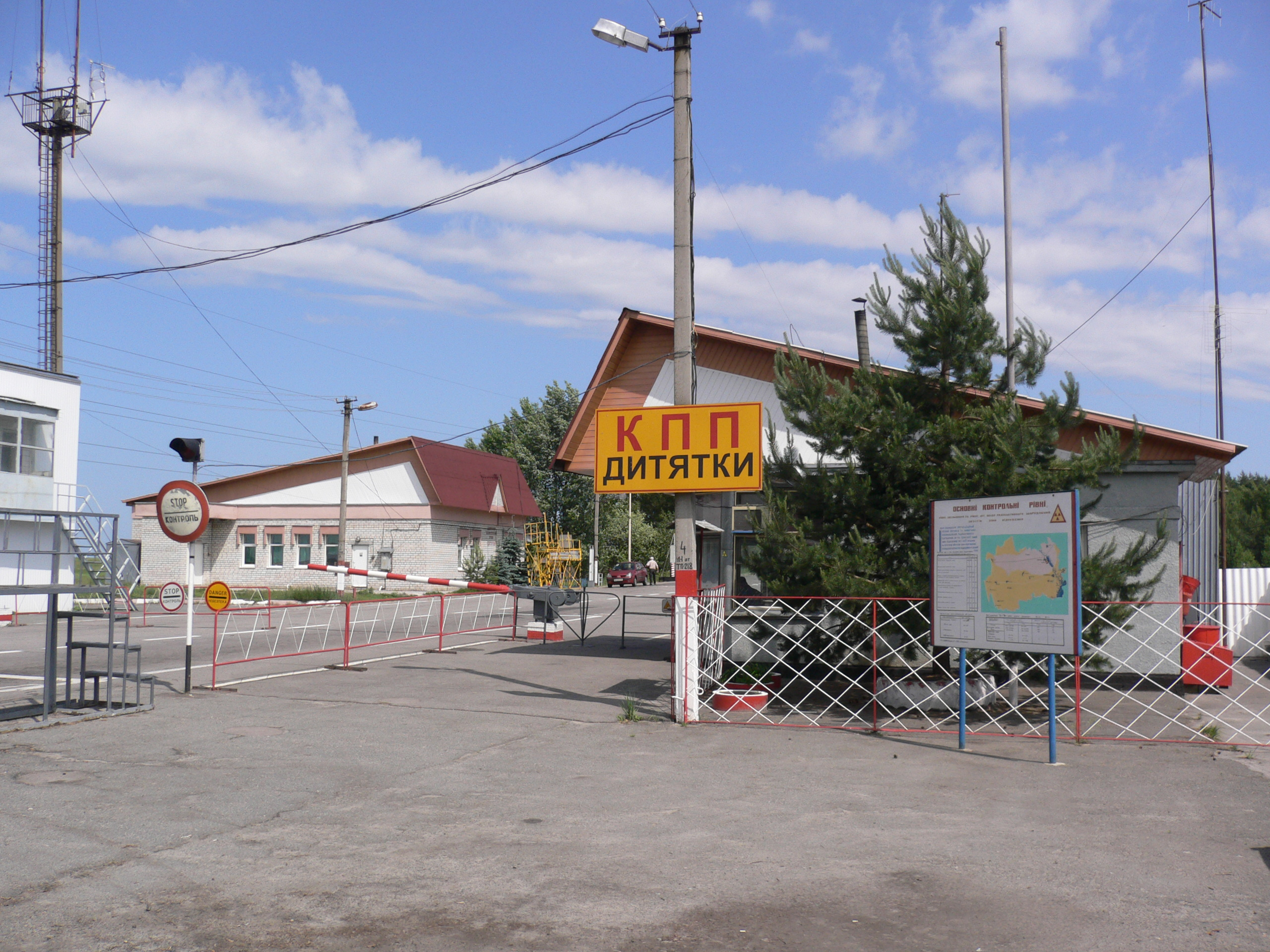
Ellenőrző pont a csernobili zónában, 2010-ben

Az 1986-os csernobili katasztrófa során nagy mennyiségű radioaktív anyag került a csernobili atomerőműből az erőmű környezetébe. A reaktor 30 kilométeres körzetét lezárták és evakuálták. A Szovjetunió felbomlását követően ez a terület a függetlenné vált Ukrajna része lett.

## A csata
2022. február 24-én délután, a háború első napján az ukrán kormány bejelentette, hogy az orosz erők megindultak Csernobil felé. A nap végére az ukrán kormány azt is bejelentette, hogy az orosz erők elfoglalták Csernobilt és Pripjatyt. A terület elfoglalását követően az amerikai kormány azt mondta, hogy az oroszok túszul ejtették a csernobili személyzetet.
Még aznap a radioaktivitás növekedését figyelték meg, és olyan spekulációk is megjelentek, hogy a lövedékek radioaktív hulladéktároló helyeket találtak el. A Nemzetközi Atomenergia-ügynökség azonban kijelentette, hogy nem történt semmilyen ilyenfajta dolog.

## Reakciók
Volodimir Zelenszkij ukrán elnök a zóna orosz elfoglalását egy egész Európa elleni hadüzenetnek nevezte.
Mihajlo Podoljak, az ukrán elnök tanácsadója szerint Csernobil megtámadása teljesen értelmetlen volt.

## Elemzés

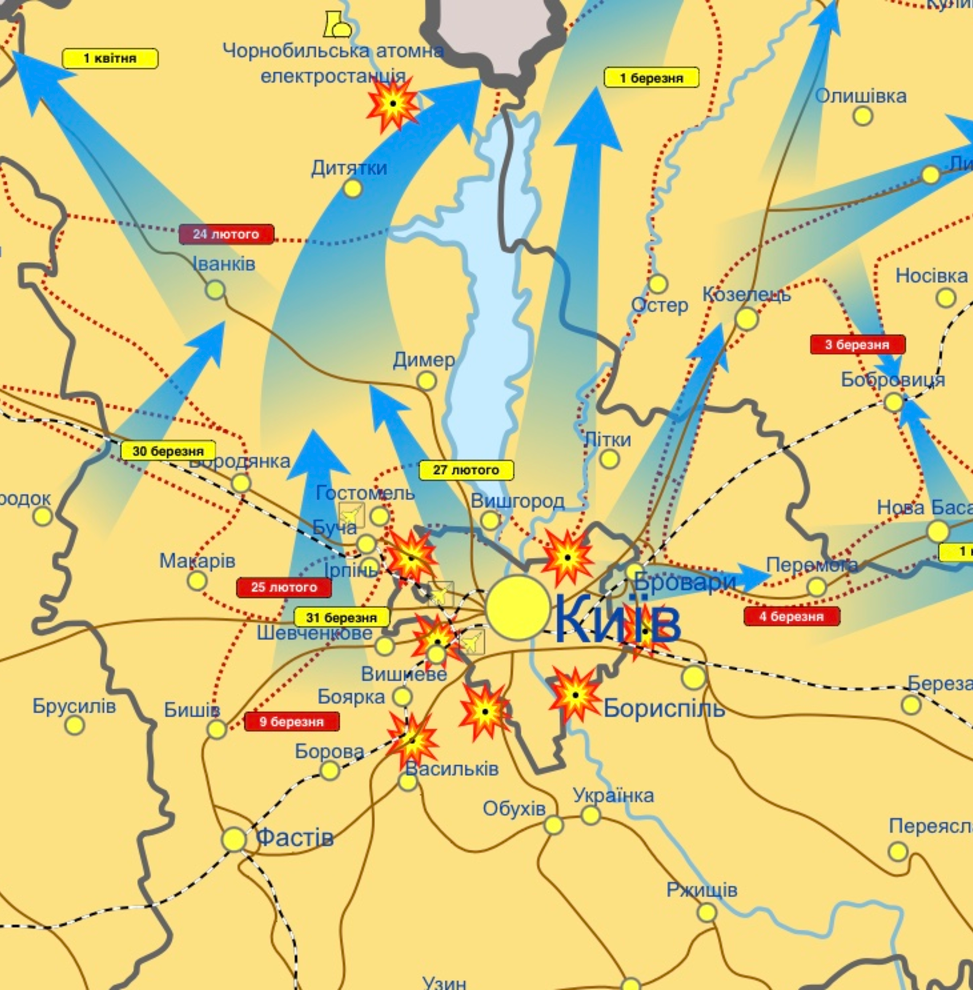
Kijev felé haladó orosz egységek

A térképen látható, hogy Csernobil elfoglalása csak egy mérföldkő volt Kijev felé menet. Ben Hodges, az Egyesült Államok európai seregeinek exparancsnoka kijelentette, hogy Csernobil elfoglalása azért volt fontos, mert útba esett. „Ha az orosz erők északról támadnák Kijevet, Csernobil ott van az úton.” – mondta. Evelyn Farkas amerikai nemzetbiztonsági tanácsadó szerint az oroszok körbe akarják keríteni Kijevet, és egy ukrán lázadás esetén nem szeretnék, hogy hátba támadják őket.

## Fordítás
Ez a szócikk részben vagy egészben  a   Battle of Chernobyl című angol Wikipédia-szócikk ezen változatának fordításán alapul.  Az eredeti cikk szerkesztőit annak laptörténete sorolja fel. Ez a jelzés csupán a megfogalmazás eredetét és a szerzői jogokat jelzi, nem szolgál a cikkben szereplő információk forrásmegjelöléseként.